# Dannati (romanzo)
Dannati è il sesto romanzo di Glenn Cooper, primo libro della trilogia Dannati e pubblicato per la prima volta nel 2014.

## Trama
Emily e John sono una coppia che più diversa non si può: lei, un fisico teorico; lui, ex combattente nelle guerre più atroci della nostra epoca, ora responsabile del servizio sicurezza al MAAC (Massive Anglo-American Collider), dove lavora Emily. La tensione è alta durante l'esperimento del secolo: riportare in funzione un acceleratore di particelle andato distrutto due anni prima e riportato all'originale splendore dopo diversi milioni di dollari spesi per le riparazioni. Tutto per trovare particelle chiamate gravitoni.
Durante l'esperimento però qualcosa va storto: Emily scompare e al suo posto compare un uomo. Da qui parte l'avventura, con le forze militari del nostro mondo impegnate alla ricerca di questo uomo, e di John che, per salvare l'amata, fa ripetere l'esperimento: al suo posto compare un giovane, mentre John si ritrova in un posto chiamato Oltre, nient'altro che l'Inferno, un mondo geograficamente identico al pianeta Terra (sebbene non sia illuminato dal sole) ma abitato dai "dannati", che vivono in una società arretrata divisa in diversi regni.
John viene inizialmente catturato da gente armata chiamata spazzini e portato al cospetto di un venditore di schiavi chiamato Solomon Windsor, che nasconde questa sua occupazione sotto un aspetto gentile; questo tenta di venderlo, ma John riesce a evitarlo e scopre che Emily si trova in Europa. Quest'ultima, anch'essa catturata dagli spazzini e venduta da Solomon in Europa, è stata poi catturata e portata in Germania, dove regna Federico II aiutato da Heinrich Himmler.
Ingannando Enrico VIII, che regna nelle isole britanniche, John si fa largo e riesce a prendere possesso di una nave, con la quale riesce ad arrivare in Francia; da qui viene coinvolto da tre personaggi nella causa di Giuseppe Garibaldi, che vuole diventare sovrano dell'Inferno per renderlo un posto migliore. Così John aiuta Garibaldi a prendere il posto di Cesare Borgia come sovrano d'Italia, ottenendo in cambio la possibilità di essere aiutato nel recuperare Emily.
Infine, nel mezzo di una battaglia, riesce a rapire Emily dalle grinfie del Barbarossa, riuscendo poi a tornare in Inghilterra in tempo per poter essere riportato a casa. Qualcosa però va storto, e quando Emily e John riappaiono nel laboratorio scoprono che la sorella e i nipoti di Emily sono stati a loro volta trasportati all'Inferno.

## Edizioni
- Glenn Cooper, Dannati: romanzo, Mondolibri, Milano 2014
- Glenn Cooper, Dannati: romanzo, traduzione di Paolo Falcone, Nord, Milano 2014
- Glenn Cooper, Dannati: romanzo, traduzione di Paolo Falcone, TEA, Milano 2015
- Glenn Cooper, La trilogia di Dannati: Dannati; La porta delle tenebre; L'invasione delle tenebre, TEA, Milano 2018